# Stazione di Frauenfeld
La stazione di Frauenfeld (in tedesco Bahnhof Frauenfeld) è la principale stazione ferroviaria a servizio dell'omonima città svizzera. È gestita dalle Ferrovie Federali Svizzere ed è situata sulla ferrovia Winterthur-Romanshorn, oltre ad essere il capolinea della linea a scartamento metrico Frauenfeld-Wil.

## Storia
La stazione fu attivata il 16 maggio 1855, in occasione dell'apertura della linea Winterthur-Romanshorn (Thurtallinie), mentre nel 1887 divenne il capolinea della Wiler Bähnli.

## Strutture e impianti
La stazione dispone di 4 binari dotati di marciapiede per il servizio passeggeri. È dotata di un fabbricato viaggiatori su due piani, di una banchina laterale e di una banchina ad isola a servizio dei binari numerati da 1 a 3, utilizzati dai servizi InterCity, InterRegio e S-Bahn. Inoltre, nel piazzale della stazione (Bahnhofplatz) è presente un'altra banchina laterale ed un singolo binario, numerato 11, da cui parte la ferrovia per Wil.

## Movimento
La stazione è servita dai treni InterCity 8, 81 e 75 a cadenza semioraria per Zurigo Centrale, a cadenza oraria per Spiez, Lucerna, Romanshorn e Costanza ed a cadenza bioraria per Briga ed Interlaken Est. Inoltre, è servita dai treni agli orari di punta sulla relazione Zurigo Centrale - Romanshorn via Zurigo Stadelhofen (linea S23 della rete celere di Zurigo), dai treni a cadenza semioraria sulla relazione Weinfelden - Winterthur (linea S24 della rete celere di Zurigo), dai treni a cadenza oraria sulla relazione Winterthur - Zugo (linea S30 della rete celere di Zurigo) e dai treni a cadenza semioraria per Wil (linea S15 della rete celere di San Gallo).

## Servizi
Nella stazione sono presenti:
- Biglietteria a sportello
- Biglietteria automatica
- Sala d'attesa
- Deposito bagagli con personale
- Deposito bagagli automatico
- Ufficio oggetti smarriti
- Servizi igienici
- Ufficio informazioni turistiche
- Ufficio postale (PostFinance Postomat)
- Bar
- Supermercato
- Negozi

Sono inoltre presenti un punto Western Union, un punto per il cambio di valuta, un servizio di spedizione dei bagagli all'aeroporto di Zurigo, Wi-Fi pubblico e gratuito (richiede la registrazione una tantum) e parcheggi di interscambio per automobili e biciclette.

## Interscambi
- Stazione taxi[9]
- Fermata autobus (Frauenfeld, Bahnhof)[10]